# Larerannis nakajimai
Larerannis nakajimai är en fjärilsart som beskrevs av Inoue 1986. Larerannis nakajimai ingår i släktet Larerannis och familjen mätare. Inga underarter finns listade i Catalogue of Life.